# Air Åland
 (mars 2019).
Si vous disposez d'ouvrages ou d'articles de référence ou si vous connaissez des sites web de qualité traitant du thème abordé ici, merci de compléter l'article en donnant les références utiles à sa vérifiabilité et en les liant à la section « Notes et références ».
 (mars 2019).

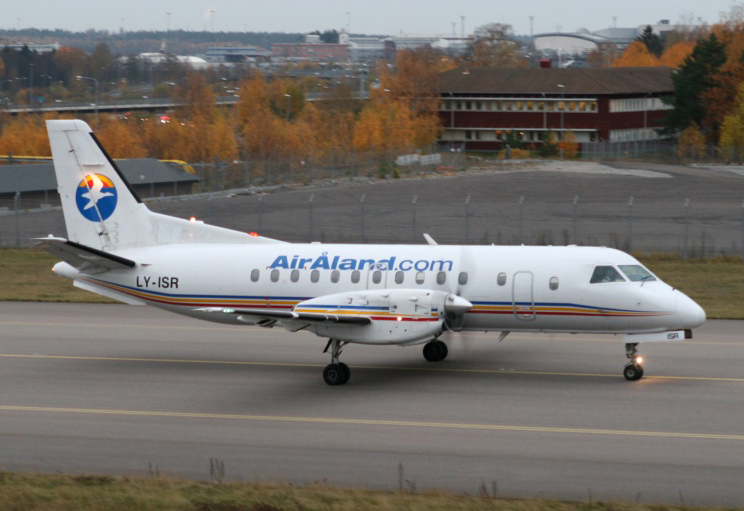

Air Åland est une compagnie aérienne finlandaise, et basée à Mariehamn, dans le territoire autonome d'Åland. Elle fut fondée le 14 janvier 2005, et débuta les opérations le 29 octobre suivant, sur la ligne entre Mariehamn et Helsinki-Vantaa. Le 13 mars 2006, la compagnie lança une seconde ligne régulière entre Mariehamn et Stockholm-Arlanda.
Le 1er juillet 2012 Air Åland arrête ses vols, qui sont repris par la compagnie suédoise Nextjet.

## Destination
La compagnie dessert de manière régulière :
- Îles Åland, Mariehamn
- Finlande, Helsinki
- Suède, Stockholm

Les avions de la compagnie desservent deux lignes :
Mariehamn - Helsinki,
et 
Mariehamn - Stockholm.

## Flotte
- 3 Saab 340 A (reg. LY-ISR, LY-KXE, LY-RIK)